# 赫德嘉·馮·賓根
聖希尔德加德·馮·宾根（天主教譯宾根的聖賀德佳，聖公會譯聖希爾德格，拉丁文作，1098年—1179年9月17日），又被稱為萊茵河的女先知（Sibyl of the Rhine），中世纪德國神学家、作曲家及作家。天主教聖人、教會聖師。她擔任艾賓根修道院修道院院長、修院領袖，同时也是个哲学家、科学家、医师、语言学家、社会活动家及博物学家。

## 簡歷
在《拉丁教士集》（Patrologia Latina）第197卷中，修士郭德惠（Godefrid）與賽奥多歷（Theodoric）曾編寫過赫德嘉的生平簡歷。
赫德嘉出身貴族家庭，屬斯龐海姆伯爵家族（Sponheim）領下，（斯龐海姆家族為霍亨斯陶芬王室"Hohenstaufen"的近親），她在家中排行第十，生來孱弱，所以在八歲時（這也有可能出於政治考量），父母便將她送給教會以抵替什一稅（tithe）。赫德嘉進入德國迪希邦登堡（Disibodenberg）附近一間修道院，歸由優塔監護（優塔原文Jutta，斯龐海姆家族的梅因哈德伯爵之姊妹）。當時優塔非常受人歡迎，吸引了許多追隨者，儼然形成一座小型女修院。1136年優塔死後，赫德嘉被選為這個社群的領導者，最後率眾移往萊因河邊賓根的魯伯斯堡（Rupertsberg），並成立一所新的修道院。她在文學與思想上的成就，也被後人拿來與但丁、威廉·布萊克相提並論。
12世紀是教派分立、宗教煽動行為盛行的時代，不管佈講多麼古怪、多麼天差地遠的教義，都可能迅速集結一群信眾。赫德嘉對教派分立一事多所批判，事實上，她終生都在宣揚她反對教派分立的立場，特別是針對「卡特里派」。
她在很年輕時就曾表示自己有「靈視」（vision）。1141年，當她繼優塔被選為修院領導者五年後，赫德嘉受到了先知蒙召，命令她要「寫妳所見」。一開始，她對於是否要寫下自己靈視的內容仍躊躇不前、多所保留，但這讓她的心靈負著難言重擔，甚至造成了身體上的病痛，最後，她終於被修院成員說服，開始記下自己的靈視內容。

## 宗教覺醒
在優塔身邊接受宗教教育的幾年間，赫德嘉只向優塔及另一位僧侶弗瑪（Volmar，後來成為赫爾嘉終生的書記）吐露過自己的靈視現象。1141年時，赫爾嘉的靈視扭轉了她的生命：在此次靈視中，上帝讓她頓悟各種經書文本的真義，並命令她寫下她在靈視中見到的一切。「接著……當我42歲又7個月的時候，天堂在我眼前開啟，有卓越智慧如眩目強光，流經我整個大腦，使我心胸彷彿起火，卻不感燒灼，而是溫暖……那些書本的意義乍然開朗……」（參見聖靈充滿）。
儘管如此，赫爾嘉仍感到自己完全不足，猶豫是否該採取行動：「雖然我看見了也聽見了，但因為不夠自信，又因為男人們所持的異見，很長一段時間我拒絕接受書寫的召喚──這並非出於固執，而是為了謙卑。直到上帝為此降罪於我，使我病臥不起。」
儘管從未懷疑過自己靈視的神聖來源，赫德嘉仍希望她的靈視能受到天主教會認可。她寫信給聖伯爾納鐸，期能獲得他的賜福。儘管給赫德嘉的回信寫得馬馬虎虎，他倒是確實把這件事情回報給教宗恩仁三世（1145年－1153年），恩仁三世勉勵她寫完她的靈視內容，為了確定她是否確是受到神的啟發，他安排行程前往訪視赫德嘉，並宣布她並非精神錯亂，而是純正的密契者（mystic）。有了教宗的認可，赫德嘉終於敢完成她第一部記錄靈視內容的作品：《認識主道》，並在1153年出版，名揚整個神聖羅馬帝國。
赫德嘉逝世後被教廷封為聖人，2012年又被追贈教會聖師稱號，是天主教會史上第四位女性聖師。

## 作品
近代對中世紀教會史、女性史的學術研究，讓赫德嘉成為一個焦點人物，特別是她所創作的音樂。約有80首作品留存下來，數量遠超過絕大多數的中世紀作曲家，其中最為人熟知的是宗教劇（liturgical drama）美德典律（Ordo Virtutum），這是一齣早期的清唱劇，全由女聲組成，唯一的男聲即代表魔鬼。
赫德嘉許多樂曲作品都是為了宣揚福音所創作，表演者除了她領導的女修院成員之外，維勒的熙篤隱修會修道院（Cistercian Abbey at Villers）中的男性成員，也因見證了赫德嘉的才華而演出她的作品。她使用一種自行變體的中世紀拉丁文譜寫樂曲，時有造字、縮字與併字，所以，儘管音樂本身是單聲樂曲，後世仍需推敲這些曲目是否該在有限的情況下，配上樂器伴奏──例如搖弦琴（hurdy gurdy）或管風琴，這些曲目展現不同的人聲音域與調式，似也表明它們並不是只針對女聲所譜。除了音樂之外，赫德嘉也撰寫醫學、藥草學、地理學的論文，她還發明了一種「祕名語」（Lingua Ignota），以23個「祕名字母」（Lingua Ignota）組成，大約有900個詞彙，可說是人造語言的前鋒。
1150年左右，赫德嘉帶領她日漸成長的修道院，從原駐的迪希邦登堡，搬到北方30公里處萊茵河畔的賓根地方，稍後又在賓根對岸的愛賓根建立了另一所修道院。儘管她的領導身分從未被該教區正式認可，但許多人在寫給赫德嘉的信件中，都稱她為院長。
赫德嘉晚年創作豐富，她寫歌、譜曲，多半是在宗教節日與慶典禮拜中，頌讚基督教聖人與聖母瑪麗亞的清唱曲以及讚美詩。文字作品方面，除了《認識主道》之外，另還有兩部記載靈視內容的主要作品，分別是1150年─1163年寫成的《生之功德書》（Liber vitae meritorum ），以及1163年寫成的《神之功業書》（Liber divinorum operum）。在上述兩部作品中，赫德嘉進一步詳細解釋了她的微觀神學與宏觀神學：人乃是上帝所造物中的頂峰，也是反射大千世界之美的一面鏡子。
赫德嘉尚著有《自然界》（Physica）與《病因與療法》（Causae et Curae），兩者對自然史及自然物的療效均有探討，遂被合稱為《自然奇妙百用之書》（Liber subtilatum），這幾本作品較不具赫德嘉的個人特色──也就是說，它們與靈視無關，也與神聖啟示無關，但內容中仍透露出赫德嘉的宗教哲學──人是萬物之靈，萬物為人效力。
赫德嘉的作品有一獨特之處——最早以女性觀點記述性的歡愉。「當女性與男性做愛，她的腦中便似起了火，這火帶來感官之樂，而在動作中享受感官之樂時，便會召喚男性的種子上前。一旦種子落入該落的地方，她腦中的烈火就逐漸熄滅，好能抓牢種子，很快地，女性的性器官便收縮，在月經時打開的外生殖器也關閉，就像一個強壯的男人把某樣物事緊緊把握在拳中。」她又寫道，孩子的性別取決於精子強度，而性情則取決於性交時愛與熱情的強度。據赫爾嘉所言，最糟的狀況，就是衰弱精子加上無感情的父母，那樣便會生出一個彆扭的女兒。
在赫德嘉書寫靈視的作品中，則一貫認為守貞即是最崇高的靈性生活，她的書信與靈視內容裡，一再出現不應耽慾的訊息。在《認識主道》中，她寫：
「上帝使男女相連，是要叫強的配上弱的，好能互補。但那些墮落的姦夫將他們的雄風，變成不正當的弱點，又抗拒合適的男女律則。他們因這般邪惡，成為撒但可恥的追隨者，驕傲的撒但就想分化削弱祂。而他們因著邪惡，行下了怪異不宜的姦淫，我看去便覺得敗壞可恥。」
「……一名女子行魔鬼之道，與另一名女子配對，並扮演男子的角色，在我看來是最敗德之事。同樣地，將自己許給這樣女子的另一個女子，也是一樣。……」
「……碰觸自己的生殖器並射出精子的男人，靈魂便陷入嚴重危險，他們激起自己著魔似的性興奮，在我看來就像不純潔的獸類在毀壞自己的後代，因為他們產出精液的動機邪惡，只是一種敗壞褻瀆。……」
「當一個人感到自己受到生理刺激的困擾時，他應以克己節慾做為避難所，緊握純潔守貞之盾，抵抗不潔。」

## 大眾文化
- 《晚宴》（1979年），美國藝術家朱迪·芝加哥的裝置藝術作品。為總共39名在神話或歷史中深具意義的女性人物設置了晚宴的席位，而其中一席席位便是屬於赫德嘉的，她的席位位於亞奎丹的艾莉諾和彼得羅妮拉·德·米斯之間。